# 29. vestlige længdekreds
Den 29. vestlige længdekreds (eller 29 grader vestlig længde) er en længdekreds, der ligger 29 grader vest for nulmeridianen. Den løber gennem Ishavet, Grønland, Atlanterhavet, det Sydlige Ishav og Antarktis.